# Inibidor da tirosina-quinase

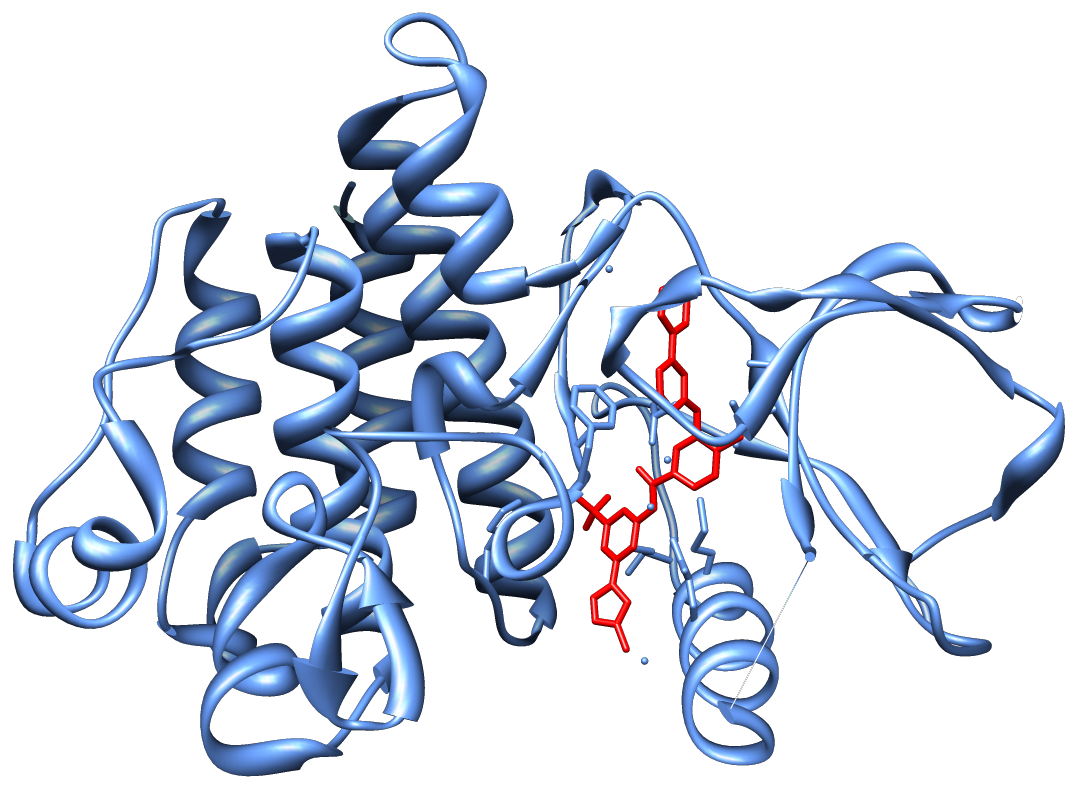
Estrutura cristalina do nilotinibe (vermelho) em complexo com umdomínio ABL quinase (azul). Nilotinib é utilizado para tratar a leucemia mielóide crônica

Os inibidores da tirosina-quinase (ITQ) são uma classe de fármacos utilizada no tratamento da leucemia mieloide crônica. As tirosina quinases são enzimas responsáveis pela ativação de várias proteínas por transdução de sinalem cascata. As proteínas são ativadas pela adição de um grupofosfatoà proteína (fosforilação), as ITQ inibem esse passo. Por meio da adição de um grupamento fosfato são capazes de ativar ou desativar a transdução de sinais, portanto um inibidor da tirosina-quinase impede este processo, alterando a atividade de proteínas e portanto a atividade celular.
As tirosinas-quinases estão envolvidas em diversas funções celulares como o crescimento e a divisão celular, sendo anormalmente expressas em grandes quantidades nos casos de câncer, portanto sua inibição é uma alternativa para o tratamento. Drogas capazes de inibir a quinase também podem ser usadas para tratar distúrbios inflamatórios.
Os inibidores da proteína quinase são subdivididos de acordo com o aminoácido da proteína com qual são capaz de interagir, sendo que a quinase geralmente atua sobre serina e treonina, enquanto a tirosina quinase atua sobre a tirosina. Temos também quinases de especificidade dupla capaz de agir sobre um dos três aminoácidos (serina, treonina e tirosina), entretanto existem também outras quinases que interagem com outros aminoácidos, como por exemplo a histidina quinase que age sobre a histidina presente nas proteínas.

## Fármacos da classe
Vários inibidores da tirosina-quinase foram desenvolvidos para inibir diferentes tirosina-quinases para serem eficientes contra diferentes tipos de cânceres. Primeiro o imatinibe foi desenvolvido contra a leucemia mieloide crônica (LMC) e, mais tarde, o gefitinibe e erlotinibe foram desenvolvidos contra o receptor do fator de crescimento epidérmico (EGFR). O sunitinibe é um inibidor dos receptores fator de crescimento de fibroblastos (FGF), fator de crescimento derivado de plaquetas (PDGF) e fator de crescimento endotelial vascular (VEGF).
Outros fármacos da classe incluem:
- Bevacizumabe
- Cetuximabe
- Trastuzumabe
- Ranibizumabe
- Pegaptanibe
- Sorafenibe
- Dasatinibe
- Nilotinibe
- Lapatinibe
- Panitumumabe
- Vandetanibe
- Pazopanibe